# Francesc Fabra i Soldevila
Francesc Fabra i Soldevila (Llívia, Baixa Cerdanya, 23 d'abril de 1778 - Madrid, 11 de gener de 1839) va ser un metge, antropòleg i filòsof.
Estudià a Barcelona Matemàtiques, Filosofia, Lògica i Química, obtenint el títol de batxiller en Arts. El 1794 es traslladà a Montpeller per estudiar Medicina, on es doctorà el 1803, any en què tornà a Espanya. Les autoritats acadèmiques, però, li negaren la convalidació del títol i hagué de matricular-se en medicina teòrica a la Universitat de Cervera i en pràctica clínica a la Universitat de Barcelona. L'any 1808 obté finalment l'homologació. Durant el transcurs de la seva vida desenvolupa una notable tasca científica i literària.
Fabra Soldevila intervingué com a metge amb les tropes espanyoles durant la guerra contra l'ocupació francesa, instal·lat al quarter general de Tarragona on tingué una activitat destacada en el camp de la prevenció de la salut, estudiant les malalties més freqüents dels soldats, organitzant els hospitals de campanya i introduint mesures per millorar la salubritat a l'exèrcit. Acabada la Guerra del Francès, abandona l'exèrcit i s'estableix a Madrid, on va transcórrer la resta de la seva vida, exercint una intensa activitat professional, institucional i de publicista. A Madrid obre una consulta alhora que fa diversos estudis que presenta a la Reial Acadèmia Médica Matritense, de la qual és membre des del 1816 i n'arriba a ser vicepresident. Al mateix temps, contribueix a fundar l'Academia de Medicina y Cirugía (1835). Fabra Soldevila rep diferents encàrrecs del govern per elaborar alguns dictàmens sobre temes diversos, entre els quals destaca un informe sobre la Llei de Salut Pública de 1822. El 1835, participa en els treballs preparatoris de la reforma de l'ensenyament de medicina i és un dels impulsors de la creació de l'Acadèmia de Medicina i Ciències Naturals on n'esdevé president de la Secció d'Antropologia.
És autor d'escrits filosòfics i científics. D'idees filosòfiques sensualistes, en matèria social es basà en Rousseau i Montesquieu. El 1838, publica la seva obra més important, Filosofia de la legislación natural fundada en la Antropologia, on postula que l'home no s'hauria d'incloure al regne animal sinó que hauria de formar part d'un altre regne de la naturalesa, específic per a l'espècia humana i que es podria denominar regne hominal o humà.